# 丁侃
丁侃（1391年—15世紀），字秉和，江西南昌府豐城縣城南人，明朝政治人物。

## 生平
丁侃是太僕寺丞丁維南之子，洪武年間跟隨父親到南京官邸，九歲時父親背著他到御前朗讀完整的《大明律誥》，得賜銀幣寶鈔。十八歲在永樂三年（1405年）中舉人，次年（1406年）會試中副榜，授含山訓導，改任清流，宣德元年（1426年）陞吳江教諭，教育十子嚴厲而勤奮，弟弟丁俊擔任御史道經吳江，他勸勉對方：「你為王事不要營私，違反的話不許相見。」後陞寧國教授，改任建寧，三次聘任鄉試考官後請求退休回鄉。

## 引用
1. 1 2  同治《豐城縣志·卷十一·人物》：丁維南，字良正，沙湖人……子侃，孫鍊。侃字秉和，洪武中隨父宦京邸。九歲父維南負至御前莊讀《大明律誥》無遺，賜銀幣寶鈔。弱冠領永樂鄉薦，上南省中乙榜，授清流訓導，陞吳江教諭，居官清慎，造士得人，陞福建建寧教授，三典文衡乞休歸，明教職以名著者十一人，侃其一。
2. ↑  同治《豐城縣志·卷八·選舉》：永樂三年乙酉鄉試 解元張叔豫 ……丁侃 字秉和，沙湖人教授，有傳
3. ↑  乾隆《吳江縣志·卷二十二》：丁侃，字秉和，豐城人，年十八中鄉試，授含山訓導，宣德元年陞吳江教諭，施教嚴勤，士子多所造就，弟俊為御史道經吳江，侃戒之曰：「竭方王事莫營私，違吾言不許相見。」俊見兄未嘗少坐，其家法之嚴如此，後陞寧國教授，侃所著於古詩文尤長云。 本莫旦《松陵志》